# روبرت بيفرلي ويليام
روبرت بيفرلي ويليام (بالإنجليزية: Robert Beverly Hale)‏ هو أمين متحف أمريكي، ولد في 1901، وتوفي في 1985.